# Red bijelog lava
Red bijelog lava (češ. Řád Bílého lva) je najviše odlikovanje Češke Republike, koje se dodjeljuje za iznimne doprinose češkoj državi. Odlikovanje je uspostavljeno 7. prosinca 1922. kao prvo civilno odlikovanje u češkoj povijesti pod imenom Československý řád Bílého lva. Autor odlikovanja je Michal Vitanovský koji je bio nadahnut križem češkog plemstva u vrijeme cara Franje II. Odlikovanje se u neovisnoj Češkoj dodjeljuje od 1994.

## Odlikovanja
| Vrpce Reda bijelog lava | Vrpce Reda bijelog lava | Vrpce Reda bijelog lava | Vrpce Reda bijelog lava | Vrpce Reda bijelog lava |
|                         | ČSSR (1961. – 1990.)    | ČSFR (1990. – 1992.)    | Češka (od 1994.)        |                         |
| ----------------------- | ----------------------- | ----------------------- | ----------------------- | ----------------------- |
| I. red                  |                         |                         |                         |                         |
| II. red                 |                         |                         |                         |                         |
| III. red                |                         |                         |                         |                         |
| IV. red                 | ne postoji              |                         |                         |                         |
| V. red                  | ne postoji              |                         |                         |                         |

## Vanjske poveznice
- (češ.) (engl.) Primatelji Reda bijelog lava